# Gyniulus domesticus
Gyniulus domesticus är en mångfotingart som beskrevs av Loomis 1968. Gyniulus domesticus ingår i släktet Gyniulus och familjen Parajulidae. Inga underarter finns listade i Catalogue of Life.